# Dravets syndrom
Dravets syndrom, även kallat Severe myoclonic epilepsy of infancy (SMEI), är ett ovanligt syndrom som yttrar sig genom kraftiga epileptiska anfall och senare i skeendet även autismliknande syndrom i form av någon typ av utvecklingsstörning och/eller andra beteendeavvikelser samt svårigheter med att kommunicera. Syndromet ärvs ofta autosomalt dominant men i många av fallen rör det sig om nymutationer. Dravets syndrom beskrevs första gången av den franska barnneurologen Charlotte Dravet 1978. Diagnosen är mycket ovanlig och enligt statistik från Socialstyrelsen så finns det i Sverige 30 personer som man vet lider av syndromet. 3–5 personer per 100 000 nyfödda i Europa tros lida av syndromet; det exakta antalet är dock okänt.

## Symtom och utveckling
Symtomen visar sig under det första levnadsåret i form av epileptiska anfall orsakade av feber och med påverkan på medvetandet. Allt eftersom barnet blir äldre sker anfallen oftare och även när barnet ej har feber. Den utlösande faktorn kan då vara exempelvis värme, flimmer, fysisk aktivitet eller stress.
Barnet utvecklas inledningsvis normalt men i 2-årsåldern brukar barnet drabbas av någon form av utvecklingsstörning. Utvecklingsstörningen yttrar sig till en början genom ovanligt sen språkutveckling. Senare ses även andra problem med utvecklingen. Barnet kan förlora redan förvärvade förmågor och detta i kombination med utvecklingsstörningen kan ge beteendeavvikelser, svårigheter till kommunikation och andra autismliknande symtom. Hyperaktivitet kan förekomma.
Barnet lider ofta av olika typer av sömnstörningar. De är ofta kortare än sina jämnåriga, samt underviktiga. Vid fyra–fem-årsåldern brukar tillståndet stabiliseras något. De drabbade når oftast vuxen ålder men då syndromet är förhållandevis nyupptäckt saknas i stor utsträckning långtidsstudier. Tidig diagnos och behandling är avgörande för hur självständig en person med syndromet kan bli i vuxen ålder.